# Polus
Polus var en svensk grevlig ätt.
Ättens stamfader var Thimotheus Polus Martisburgiensis, som föddes 1599 i Merseburg och var kejserlig poet och professor i latinsk poesi i Reval, som vid tiden tillhörde Sverige. Hans hustru var Elisabeth von Wehren. De var föräldrar till Tomas Polus, född 1634, som växte upp hos sin faders vän domprosten Gabriel Hellstenius och sedan sattes i svensk skola. Han värvades sedan till hovet, och blev 1698 friherre och greve. Tomas Polus hustru var Margareta Elisabeth Möller, vars far var adlig med ointroducerad och vars mor Catharina Crusia var dotter till Benedictus Crusius och Margareta Hartman.
De fick flera barn, av vilka endast en son, kapten Jacob Polus, förde ätten vidare på svärdssidan. Ätten introducerades med sönerna år 1710 (då Jacob Polus var krigsfånge efter slaget vid Poltava) på nummer 44. Ätten slockande på svärdssidan med Tomas Polus son Thomas Polus d.y. år 1737.
Denne Thomas Polus d.y. skadades så svårt vid Pitzau att han blev stum. En bror till honom, Thimoteus, var häradshövding i Halland.